# Candida Höferová
Candida Höferová (4. února 1944 Eberswalde) je jedna z nejvýznamnějších německých konceptuálních fotografek druhé poloviny 20. století. Patří mezi představitele düsseldorfské fotografické školy, její dílo je součástí současné fotografické avantgardy. Je známá svými velkými barevnými fotografiemi interiérů v historických knihovnách, muzeích a operních domech v různých zemích.

## Život
Narodila se jako dcera bývalé první sólistky Kolínské opery Elfriede Scheurerové a novináře Wernera Höfera. V letech 1963 až 1964 absolvovala stáž v renomovaném fotografickém ateliéru Schmölz–Huth v Kolíně nad Rýnem a poté do roku 1968 studovala uměleckou fotografii u Arno Jansena na Kölner Werkschulen, vysoké škole pro výtvarné umění, architekturu a design. V roce 1970 se přestěhovala do Hamburku, kde působila jako asistentka ve fotografickém ateliéru Wernera Bokelberga, jehož hlavním úkolem bylo vytvářet obrazy technikou daguerrotypie. V roce 1972 se Candida vrátila do Kolína nad Rýnem, aby pracovala v umělecké galerii. Od roku 1973 studovala na Umělecké akademii v Düsseldorfu ve filmové třídě Oleho Johna (Povlsena). Od roku 1976 navštěvovala fotografický kurz Bernda a Hilly Becherových. Promovala v roce 1982. V letech 1997 až 2000 působila jako profesorka fotografie na Univerzitě umění a designu v Karlsruhe. 
Je členkou Svobodné akademie umění v Hamburku a Akademie věd, humanitních věd a umění v Severním Porýní-Vestfálsku. Žije a pracuje v Kolíně nad Rýnem.
V roce 1975 měla svou první výstavu na stánku Konrad Fischer Galerie Emerging Artists v rámci veletrhu moderního umění Art Cologne v Kolíně nad Rýnem. Formou diaprojekce na ní představila svůj projekt Turci v Německu.  V roce 2002 se zúčastnila výstavy documenta 11 v Kasselu a v roce 2003 reprezentovala Německo na 50. bienále v Benátkách po boku Martina Kippenbergera.
Její práce jsou vystaveny v muzeích a galeriích, jako jsou Kunsthalle Basilej, Kunsthalle Bern, Portikus ve Frankfurtu nad Mohanem, Museum of Modern Art v New Yorku, Židovské muzeum v New Yorku, Mezinárodní centrum fotografie v New Yorku, Muzeum moderního umění v San Francisku, Tate Londýn, Power Plant v Torontu, Kunsthaus Bregenz nebo Museum Ludwig v Kolíně nad Rýnem.

## Dílo
Na začátku své umělecké tvorby Candida Höferová pracovala s černobílou fotografií. V letech 1973–1979 pracovala na svém seriálu Türken in Deutschland (Turci v Německu), který dokumentoval život tureckých migrantů. Zpočátku používala malou kameru, bez stativu.
Proslavila se však svými barevnými fotografiemi prázdných interiérů, se kterými začala koncem sedmdesátých let s formátem 38 x 38 centimetrů.  Postupem času zvětšující se formát umožňoval sledovat sebemenší detaily zobrazených interiérů, přičemž zvláštní pozornost věnovala zdůraznění architektonických kvalit každého prostoru. Vytvořila rozsáhlé série o veřejných prostorách, jako jsou knihovny, přednáškové sály na univerzitách, koncertní a divadelní sály, sportovní haly, kavárny, muzea, kostely, čekárny, banky. Mnoho velkoplošných barevných fotografií bylo pořízeno v evropských a severoamerických městech, jako je Düsseldorf, Neapol, Benátky, Florencie, Petrohrad a Filadelfie. Charakteristickým rysem jejích fotografií je absence lidí, fotografie interiérů a společenských prostor zachycují „psychologii sociální architektury“. Motivy jsou místa setkávání, komunikace, paměti a poznání, ale také relaxace a rekreace. Sama umělkyně popisuje svá díla nikoli jako architektonické fotografie, ale jako portréty prostorů. Od roku 1990 fotografuje také zoologické zahrady, ukazuje zvířata v jejich izolaci jako objekty pozorování.
Höferová své fotografie seskupuje do sérií, které mají institucionální i geografická témata. Ve svém seriálu Zoologische Gärten (1991) se například přesunula do zoologických zahrad v Německu, Španělsku, Anglii, Francii a Nizozemsku. V roce 2001 vyfotografovala všech 12 kompletních odlitků Občanů z Calais Augusta Rodina instalovaných v různých místech. Od roku 2004 do roku 2007 cestovala po světě, aby v domácnostech soukromých sběratelů fotografovala datové obrazy (Date paintings) japonského konceptuálního umělce On Kawara. V roce 2005 Höferová pracovala na projektu v Louvru, kde dokumentovala jeho různé galerie, detaily interiérů a vystavené umělecké předměty bez přítomnosti diváků. V roce 2015 fotografovala v Mexiku historickou a současnou architekturu. Na výstavě v Drážďanech v roce 2024 s názvem Candida Höfer: Contexts. A Dresden Reflection jsou její fotografie zobrazující interiéry Semperovy opery vystaveny společně s grafikami Albrechta Dürera, Daniela Hopfera a Giovanniho Battisty Piranesiho. 
Interiéry fotografuje bez dalších úprav, pracuje s osvětlením, které je k dispozici. Své záběry komponuje velmi detailně, symetrii zdůrazňuje fotografováním středu místnosti nebo podél úhlů, které nejlépe vystihují vnitřní strukturu prostoru. Obrazový prostor člení prvky, které se rytmicky opakují: okenní panty a řady lamp (Abteiberg St. Benediktusberg Vaals II, 1993), pracovní stoly (British Library London I, 1994), věšáky na šaty (Schloss Mirabell Salzburg IV, 1996).

## Ocenění
- 2024 Cena Käthe Kollwitz Akademie umění, Berlín, Německo[7]
- 2022 Lucie Award 2022, Achievement in Architecture, New York, USA[4]
- 2018 Mimořádný přínos k fotografii, Sony World Photography Awards[8]
- 2015 Záslužný řád 1. třídy Spolkové republiky Německo
- 2015 Cena za výtvarné umění v Kolíně nad Rýnem, Kolín nad Rýnem, Německo
- 2007: Finkenwerder Kunstpries, Hamburk (za celoživotní dílo)